# لوموند، آلبرتا
لوموند، آلبرتا (به انگلیسی: Lomond, Alberta) یک منطقهٔ مسکونی در کانادا است که در آلبرتا واقع شده‌است. لوموند ۱۶۶ نفر جمعیت دارد و ۸۷۴ متر بالاتر از سطح دریا واقع شده‌است.